# Offensiva su Kiev (2022)
L'offensiva su Kiev è stata una delle direttrici dell'invasione russa dell'Ucraina del 2022. La capitale dell'Ucraina è stata obiettivo delle operazioni in quanto ospitante la sede del governo ucraino e il quartier generale del comando militare. L'offensiva ha comportato attacchi della Russia lungo il confine russo-ucraino e bielorusso-ucraino iniziati il 24 febbraio 2022 per il controllo di Kiev e dell'oblast' di Kiev. Molti degli scontri più cruenti nel corso di tale offensiva si svolsero nel settore nord-occidentale della regione, coinvolgendo in particolar modo le aree di Buča, Irpin', Borodjanka e Hostomel'.
Le forze russe catturarono con successo diverse città tra fine febbraio e inizio marzo tuttavia l'avanzata si arenò nelle periferie della capitale per questioni logistiche e tattiche. Sul finire del mese di marzo gli ucraini avviarono una controffensiva contro le posizioni russe. Tra pesanti perdite e scarsi progressi nell'offensiva, la Russia ha ritirato le sue forze dalla capitale. Le forze ucraine hanno successivamente ripreso il controllo delle aree occupate dalla Russia nell'oblast' di Kiev ad inizio aprile 2022.

## Storia

### Avanzata russa su Kiev
La mattina del 24 febbraio 2022, la Russia ha avviato attacchi all'oblast' di Kiev colpendo diversi obiettivi primari con artiglieria e missili. Questi obiettivi includevano l'Aeroporto di Kiev-Boryspil', l'aeroporto principale di Kiev. Le unità russe hanno quindi iniziato un'invasione in Ucraina attraverso la Bielorussia da nord. La forza d'attacco ha raggiunto la zona di esclusione di Chernobyl e ha catturato la centrale nucleare di Černobyl' e la città fantasma di Pryp"jat'. Mentre le forze russe avanzano verso Kiev, il presidente dell'Ucraina Volodymyr Zelens'kyj ha avvertito che "gruppi sovversivi" si stavano avvicinando alla città. Il segretario della difesa degli Stati Uniti d'America, Lloyd Austin, ha rivelato che alcune unità di fanteria meccanizzata russa erano avanzate entro 20 miglia (32 km) di Kiev entro il primo giorno dell'offensiva.
Tuttavia, l'avanzata russa è stata notevolmente ostacolata da difficoltà logistiche. Questi sono stati in parte causati dall'opposizione bielorussa, poiché i ferrovieri dissidenti, gli hacker e le forze di sicurezza hanno interrotto le linee ferroviarie in Bielorussia. Questa operazione, nota come la guerra ferroviaria del 2022 in Bielorussia, è stata organizzata principalmente da individui e tre reti più grandi, vale a dire "Bypol", la "Comunità dei lavoratori delle ferrovie" e i "Cyber Partisans". 

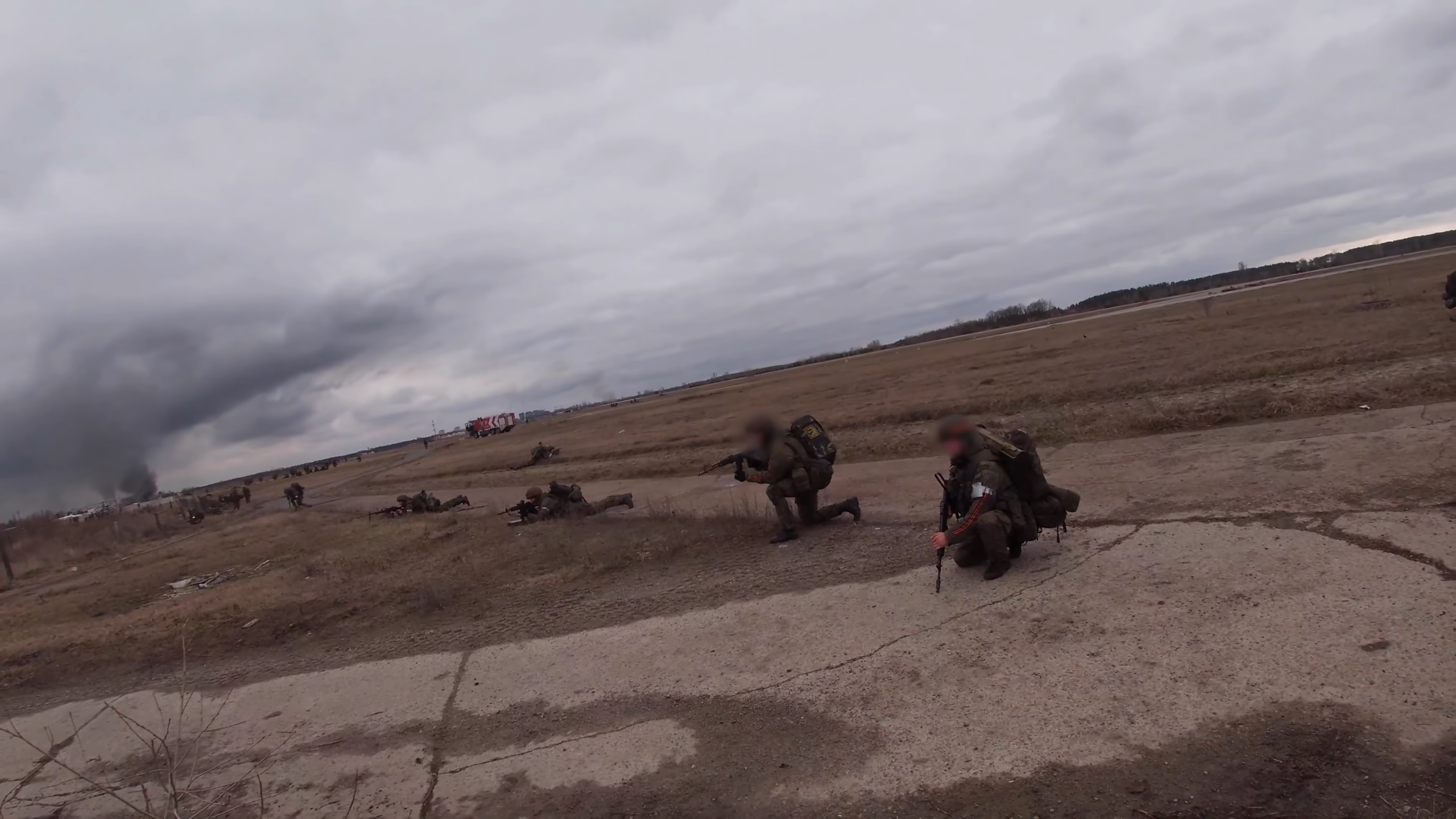
Paracadutisti russi all'aeroporto di Antonov il 24 febbraio

#### Aeroporto Antonov occupato
Alle 8:00 am ora locale del 24 febbraio 2022, da 20 a 34 elicotteri militari russi (elicotteri da trasporto Mil Mi-8 scortati da elicotteri d'attacco Ka-52 "Alligator") hanno volato a sud dal confine tra la Bielorussia e l'Ucraina e si sono avvicinati alla città di Hostomel'. È stato riferito che il gruppo di elicotteri trasportava circa 300 truppe aviotrasportate VDV, presumibilmente dall'11ª Brigata d'assalto aereo delle guardie o dalla 31ª Brigata d'assalto aereo delle guardie, per un assalto al vicino aeroporto Antonov. L'assalto è stato effettuato nel tentativo di proteggere il sito come ponte aereo per le truppe di trasporto russe e l'equipaggiamento pesante (come artiglieria e carri armati) per un'invasione di Kiev vera e propria. All'arrivo del gruppo di elicotteri hanno risposto gli attacchi delle armi leggere ucraine e dei MANPADS. I difensori alla fine hanno abbattuto da uno a tre elicotteri, con i suoi piloti espulsi. Nonostante la difesa l'aeroporto è stato rapidamente catturato a causa delle minime resistenze dei membri della Guardia Nazionale.
Dopo la cattura dell'aeroporto le truppe russe hanno iniziato i preparativi per l'arrivo di 18 aerei da trasporto Ilyushin Il-76 che stavano trasferendo rinforzi per aiutare l'assalto. Tuttavia le milizie locali e le truppe del 3º Reggimento operazioni speciali iniziarono ad attaccare l'aeroporto, ostacolando il piano dei russi. La 4ª Brigata di reazione rapida ucraina ha quindi sferrato un deciso contrattacco che ha impedito agli aerei da trasporto di atterrare in aeroporto, costringendoli al rientro in Russia e impedendo ulteriori rinforzi. Insieme al supporto aereo degli aerei dell'aviazione ucraina le unità ucraine sono riuscite a respingere l'assalto aereo. Le forze russe hanno anche tentato lo sbarco alla cisterna di Kiev.
Un nuovo assalto aereo è stato lanciato il giorno dopo l'attacco iniziale. Le unità meccanizzate russe hanno ottenuto vittorie nella vicina Ivankiv e sono state in grado di avanzare e catturare l'aeroporto dopo un assalto combinato a terra. Nonostante il successo, l'aeroporto è stato ritenuto inutilizzabile, ponendo fine alle possibilità di una rapida capitolazione ucraina attraverso la cattura di Kiev. Durante gli scontri all'aeroporto Antonov, l'unico Antonov An-225 Mriya esistente (il più grande aereo operativo del mondo) è stato distrutto nel suo hangar di stoccaggio. Il governo russo ha rivendicato quasi 200 morti ucraine nell'assalto affermando di non aver subito perdite tra le sue forze.

#### Ivankiv e Dymer cadono
Dopo la vittoria di Černobyl', la forza d'invasione russa iniziò ad avvicinarsi alla città di Ivankiv, 42 miglia (68 km) a sud della Centrale nucleare di Černobyl'. Nel tentativo di fermare il convoglio i soldati ucraini hanno demolito un ponte sul fiume Teteriv, fermando l'avanzata della colonna russa. Le truppe d'assalto aviotrasportate ucraine hanno quindi ingaggiato unità russe a Ivankiv e nella vicina Dymer. Alcune unità russe sono state in grado di penetrare nella difesa ucraina a Ivankiv e rafforzare altre unità all'aeroporto di Antonov, portando alla sua cattura. Durante i combattimenti la città fu bombardata provocando vittime tra i civili. Il giorno successivo un grande convoglio russo è stato visto sulle immagini satellitari dirigersi verso la città.
Il 27 febbraio il Museo di storia locale di Ivankiv è stato bombardato, causando perdite significative nella sua collezione, in particolare di oltre 20 opere d'arte realizzate da Marija Prymačenko. I combattimenti a Ivankiv continuarono fino a quando non venne catturata dalle forze russe il 2 marzo.

#### Attacco ad Hostomel'
Dopo essersi assicurati una svolta a Ivankiv il 25 febbraio le truppe della 41ª Armata armi combinate, della 31ª Brigata d'assalto aereo delle guardie e del 141º Reggimento motorizzato ceceno avanzarono verso la vicina città di Hostomel' il giorno stesso. Hostomel' venne difeso da elementi della 79ª Brigata d'assalto aereo, del 3º Reggimento Specnaz e del 3º Reggimento operazioni speciali insieme a milizie civili. Membri del 141º Reggimento ceceno si avvicinarono alla città e iniziarono i preparativi per l'assassinio del presidente ucraino Volodymyr Zelens'kyj.
Dopo che i droni ucraini hanno scoperto posizioni russe vicino a Hostomel', le forze ucraine si sono raggruppate e hanno colpito con una controffensiva, distruggendo una colonna corazzata. Dopo il contrattacco Hostomel' è stata oggetto di attacchi aerei e bombardamenti, privando i residenti dei servizi di base. Le forze russe persistettero nel combattimento urbano con i soldati ucraini e alla fine furono respinte dalle vicinanze della città il 3 marzo. Le truppe russe invasero nuovamente Hostomel' il 4 marzo, subendo una controffensiva lo stesso giorno, prima di sferrare un altro assalto e riconquistare la città il giorno dopo.
Entrambe le parti hanno subito pesanti perdite durante la battaglia: le forze russe hanno perso oltre 21 veicoli da combattimento di fanteria leggera (IFV) in due giorni; L'intelligence ucraina ha affermato che la 31ª Brigata delle guardie ha registrato oltre 50 morti. Diversi comandanti sono stati uccisi: il maggior generale Magomed Tušaev (comandante del 141º Reggimento ceceno) è stato ucciso il 26 marzo (affermazione contestata), mentre il maggiore generale Andrej Suchoveckij (vice comandante della 41ª Armata russa) è stato ucciso da un cecchino ucraino il 3 marzo.
Il 4 aprile il maggiore Valerij Čybinejev (comandante dei cecchini della 79ª Brigata d'assalto aereo ucraina) è stato ucciso vicino all'aeroporto di Antonov. Dopo la caduta di Hostomel' sotto l'occupazione russa i funzionari ucraini hanno accusato le unità russe di negare l'evacuazione dei civili locali. È stato riferito che i soldati russi hanno diffuso informazioni errate ai residenti sullo stato di guerra. Il 7 marzo Jurij Prilipko, sindaco di Hostomel', è stato ucciso dalle truppe russe.

#### Vittoria ucraina a Vasyl'kiv
Il 26 febbraio i paracadutisti russi hanno iniziato un assalto a Vasyl'kiv, 40 km a sud di Kiev, per catturare una base aerea militare nelle vicinanze. Combattenti ucraini hanno abbattuto due aerei da trasporto russi Ilyushin Il-76 che stavano tentando di far atterrare paracadutisti per l'assalto. Funzionari statunitensi hanno successivamente dichiarato il 26 aprile che i dati dell'intelligence americana, condivisi con le forze ucraine in tempo reale, hanno contribuito all'abbattimento dell'Il-76. Nonostante la feroce resistenza antiaerea un folto gruppo di unità di paracadutisti russi riuscì ad atterrare vicino a Vasyl'kiv. Le unità sono poi avanzate verso la città e sono state coinvolte in pesanti combattimenti con la 40ª Brigata aerotattica ucraina, ma sono state successivamente respinte. La vittoria è stata successivamente proclamata dal sindaco della città, Natalija Balasynovyč, che ha riportato oltre 200 feriti ucraini durante il combattimento. Dopo la conclusione della battaglia le forze ucraine hanno pattugliato la città alla ricerca di soldati russi lasciati indietro.

#### Battaglia di Kiev
Il 25 febbraio, aerei da combattimento russi hanno iniziato a bombardare il centro di Kiev. Un Su-27 ucraino è stato abbattuto. Sabotatori russi vestiti da soldati ucraini hanno tentato di infiltrarsi a Obolon, un sobborgo a nord del centro di Kiev, a soli 10 km dal Verchovna Rada (la sede del parlamento ucraino), ma sono stati tutti catturati o uccisi dalle truppe ucraine. Le Forze di difesa territoriale furono quindi attivate per difendere Kiev. Spari, descritti dai funzionari ucraini come scontri tra le truppe ucraine e russe, sono stati uditi in diversi quartieri della città. Zelens'kyj ha esortato i residenti a impegnarsi in una guerriglia urbana mediante l'uso di bottiglie molotov contro le forze russe. Le armi sono state distribuite alle milizie civili. Il governo ucraino ha imposto il coprifuoco alla città la mattina successiva. Le forze ucraine hanno affermato di aver ucciso circa 60 sabotatori russi in un solo giorno.
Contemporaneamente al fallito assalto a Vasyl'kiv, il 26 febbraio le unità russe hanno iniziato a bombardare Kiev con l'artiglieria e hanno organizzato attacchi per catturare la centrale idroelettrica di Kiev con risultati contrastanti. Le forze ucraine si sono raggruppate e hanno colpito con una controffensiva alla centrale elettrica il giorno successivo, respingendo le forze russe dal sito. Un attacco separato è stato effettuato contro una base militare in città, ma si è concluso con un fallimento. Le forze russe sarebbero state a 31 km dal centro di Kiev.
Il 27 febbraio sono stati effettuati attacchi aerei russi su Vasyl'kiv e Kiev, di cui uno su un sito di smaltimento di rifiuti radioattivi vicino alla capitale, sebbene il sito sia risultato illeso. Un altro gruppo di attacco russo iniziò ad avvicinarsi a Kiev da nord-est dopo aver aggirato la città di Černihiv. Vitalij Klyčko, il sindaco di Kiev, ha detto all'Associated Press che Kiev era stata "completamente accerchiata". Tuttavia le sue osservazioni furono ritirate poco dopo. Attacchi missilistici sono stati segnalati a Brovary il 28 febbraio, ma Kiev era relativamente libera dal combattimento diretto. Le forze ucraine hanno rivendicato la distruzione di una colonna russa a Makariv.

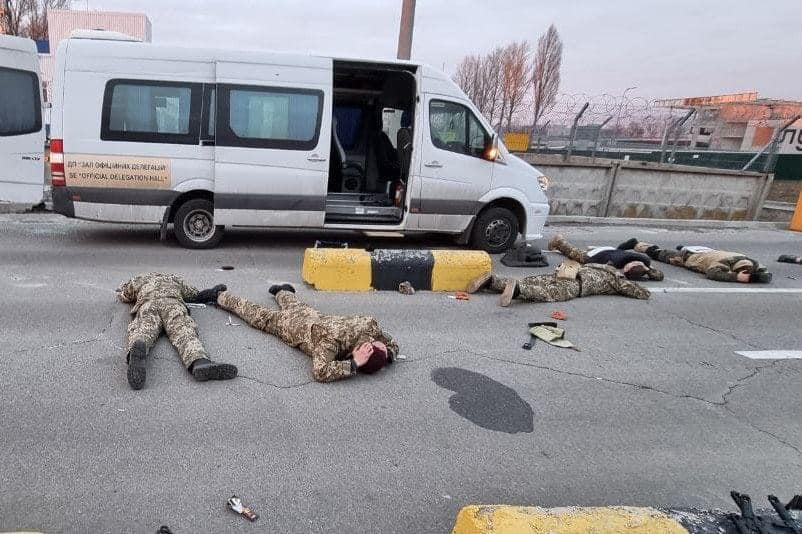
Sabotatori travestiti da soldati ucraini catturati a Boryspil' per furto di armi, 3 marzo

Le incursioni russe sono continuate all'inizio di marzo. La torre della televisione di Kiev è stata colpita il 1º marzo. Successivamente sono stati segnalati incursioni a Rusanivka, Kurenivka, Bojarka, Vyšneve, Vorzel' e Marchalivka, mentre Borodjanka è stata ampiamente bombardata, causando centinaia di vittime. L'aviazione ucraina ha affermato di aver abbattuto due Sukhoi Su-35 russi su Kiev il 2 marzo. Makariv è stato riconquistato il 3 marzo. Rapporti ucraini da Kiev credevano che l'esercito russo avesse iniziato a circondare la città con carri armati provenienti dalla Bielorussia, nel tentativo di imporre un blocco.
L'intelligence estone ha stimato che un convoglio russo sarebbe arrivato a Kiev in almeno due giorni. Il 4 marzo una colonna corazzata russa è arrivata vicino a Brovary. Gli scontri sono continuati in tutto l'oblast' di Kiev fino all'8 marzo. Le forze russe avanzarono sull'autostrada tra Žytomyr e Kiev, minacciando Fastiv. I carri armati russi erano arrivati a pochi chilometri da Kiev il 9 marzo ma sono stati respinti dalle forze ucraine durante la notte.
Il 10 marzo il Reggimento Azov e la 72ª Brigata meccanizzata hanno teso un'imboscata al 6º e 239º Reggimento corazzato della 90ª Divisione corazzata delle guardie a Brovary, infliggendo pesanti perdite, inclusa l'uccisione del comandante del 6º Reggimento corazzato, il colonnello Andrej Zacharov, e costringendo la colonna di carri armati a ritirarsi.

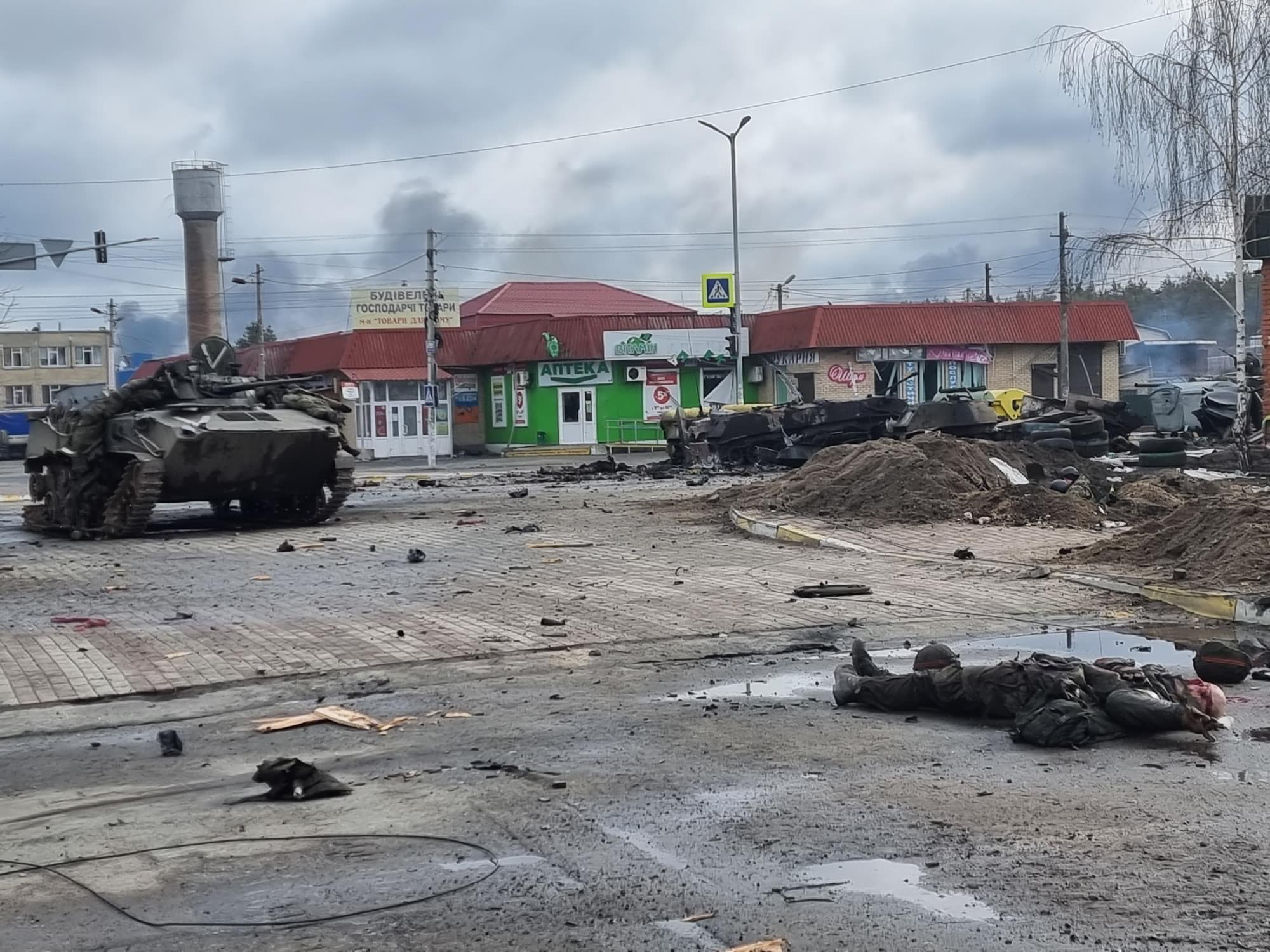
Hostomel', 4 marzo

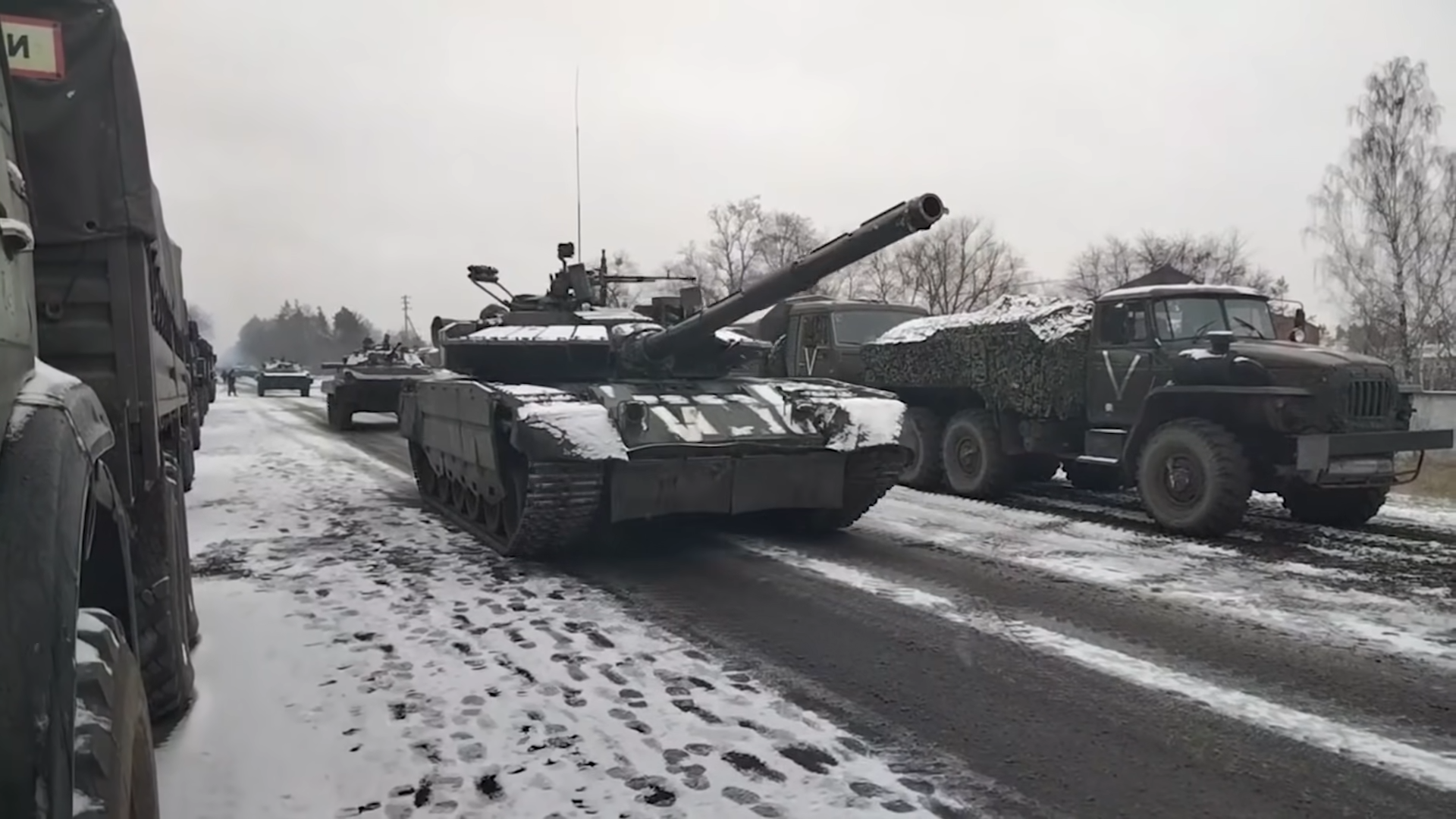
Una colonna corazzata russa vicino a Kiev, 7 marzo

I combattimenti si sono avvicinati a Buča il 27 febbraio, quando la 36ª Armata armi combinate e le forze speciali di polizia russe si sono avvicinate alla città. L'artiglieria russa iniziò contemporaneamente a bombardare la città causando diverse vittime tra i civili e ferendo anche il sindaco di Buča, Anatolyj Fedoruk. La vittoria dei combattimenti da parte delle unità russe permise ad esse di avanzare verso Irpin'. Le forze ucraine usarono l'artiglieria per bombardare i convogli russi in modo da fermare l'avanzata, e distrussero un ponte che collegava Buča e Irpin'. Secondo il sindaco di Irpin', Oleksandr Markušin, le forze russe sono state intrappolate e distrutte. Le forze ucraine hanno ingaggiato e distrutto una colonna corazzata il 28 febbraio.
Irpin' è stata colpita da missili il 2 marzo. Il 6 marzo le forze russe hanno attaccato un posto di blocco ucraino a Yasnohorodka. Markushin aveva rifiutato le richieste delle forze russe di arrendersi.

### Stallo (11-15 marzo)
Entro l'11 marzo alcuni elementi del convoglio russo di Kiev si erano staccati e si erano schierati in postazioni di tiro. Mentre il grosso del convoglio è rimasto sulla strada, alcune parti, compresa l'artiglieria, avevano lasciato la colonna principale e avevano iniziato a prendere posizione vicino a Hostomel'. Alcune sezioni del convoglio avevano preso posizione a Lubyanka e nelle foreste vicine. Una valutazione dell'offensiva a questa data da parte dell'Institute for the Study of War affermava che le forze di terra russe che tentavano di accerchiare Kiev si erano fermate per rifornirsi e ricomporre le loro unità di combattimento, avendo fallito nei loro attacchi dall'8 al 10 marzo.
Il 12 marzo il servizio di sicurezza dell'Ucraina ha dichiarato che sette civili erano stati uccisi dopo che le forze russe avevano sparato a una colonna di evacuazione nel villaggio di Peremoha, situato nell'ex Baryshivka Raion, costringendola a tornare indietro.
Una raffica notturna di attacchi missilistici aveva distrutto la base aerea di Vasyl'kiv insieme alla sua pista di atterraggio. Inoltre, sono stati dati alle fiamme anche un deposito di munizioni e uno di petrolio nella città e un deposito di petrolio nel villaggio di Kryacky. I bombardamenti del villaggio di Kvitneve alle 03:40 hanno dato fuoco a un magazzino di prodotti congelati. Il portavoce del ministero della Difesa russo Igor Konashenkov ha dichiarato che missili ad alta precisione a lungo raggio sono stati usati per distruggere l'aeroporto militare di Vasyl'kiv e il "centro principale della radio e dell'intelligence elettronica delle forze ucraine" a Brovary.
Il 13 marzo il ministero della difesa del Regno Unito ha riferito che le forze russe erano a 25 km dal centro di Kiev.
Quel giorno il giornalista americano Brent Renaud è stato ucciso e altri due giornalisti sono rimasti feriti a un posto di blocco a Irpin' quando le forze russe avrebbero sparato a un'auto che trasportava giornalisti non ucraini. Le forze ucraine hanno impedito un tentativo delle forze russe di avanzare ulteriormente su Kiev facendo saltare in aria un ponte di barche sul fiume Irpin' vicino a Hostomel' a 5 km a nord dal ponte principale sul fiume. L'avanzata russa attraverso l'Irpin' è stata ostacolata anche dalle inondazioni causate dal loro stesso attacco alla diga di Kozarovyči, che regola il flusso dal bacino idrico di Kyv.
Il 14 marzo il giornalista di Fox News Benjamin Hall è stato ferito nel villaggio di Horenka mentre riferiva del conflitto vicino a Kiev. Il cameraman Pierre Zakrzewski e Oleksandra Kuvshynova, una produttrice di notizie e riparatrice ucraina, sono stati uccisi nello stesso attacco; a tal proposito Anton Herashchenko, consigliere del ministro degli Interni ucraino, ha affermato che è stato per via dei bombardamenti russi. Le forze russe nel frattempo avevano catturato Buča e metà di Irpin' entro il 14 marzo.
Il 15 marzo è stato istituito un nuovo quartier generale militare responsabile della difesa di Kiev. Zelens'kyj ha nominato comandante ad interim delle forze congiunte Oleksandr Pavljuk, in precedenza capo dell'Amministrazione militare regionale di Kiev, ed Eduard Koskalov nuovo comandante delle forze congiunte. 
La polizia nazionale ucraina ha dichiarato che un civile è stato ucciso e altri due feriti a Hostomel' quando le truppe russe hanno sparato contro degli autobus in evacuazione. A Buča le truppe russe hanno catturato volontari e dipendenti del consiglio comunale, ma li hanno rilasciati il giorno successivo.

### Controffensiva ucraina (16 marzo - 2 aprile)

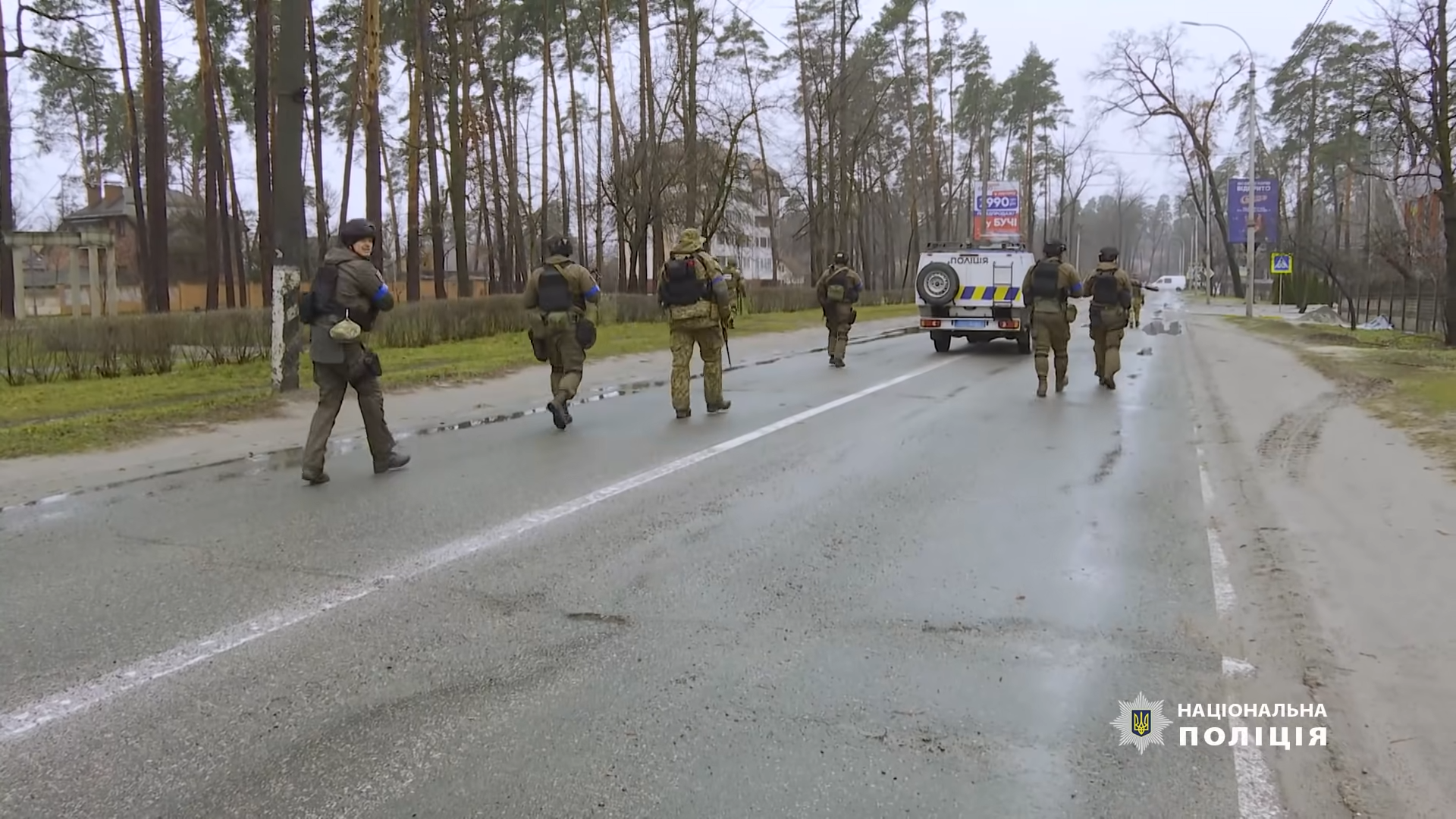
La polizia ucraina entra a Buča il 2 aprile

Il 16 marzo, il governo ucraino ha annunciato che le sue forze avevano iniziato una controffensiva per respingere le forze russe in avvicinamento a Kiev. I combattimenti hanno avuto luogo a Buča, Hostomel' e Irpin'. Le forze russe hanno condotto solo attacchi limitati a nord-ovest di Kiev.
Il 17 marzo, il Ministero della difesa ucraino ha annunciato che le forze russe "non hanno fatto progressi significativi intorno a Kiev nelle ultime 24-48 ore" e hanno fatto ricorso a bombardamenti "caotici". Un rapporto dell'intelligence militare britannica ha aggiunto che le forze russe hanno subito "pesanti perdite" mentre compivano "progressi minimi".
Il 18 marzo, l'Ucraina ha bloccato le due rotte principali della Russia per attaccare la capitale poiché quest'ultima stava abbandonando le "azioni offensive" intorno a Brovary e Boryspil. L'Ucraina ha lavorato per rafforzare una terza linea di difesa intorno alla capitale, mentre le forze russe stavano "sparando cinicamente" contro le infrastrutture.
Entro il 19 marzo, la Russia stava tentando di consolidare il controllo sull'area occupata, mentre sono stati compiuti ulteriori sforzi per rifornire e rafforzare le posizioni statiche delle unità. Le immagini di Maxar mostravano le forze russe che scavavano trincee e rivestimenti nell'oblast' di Kiev.
Il 20 marzo, missili russi hanno colpito diverse aree della capitale, compreso quello che la Russia ha descritto come un "centro di addestramento delle forze speciali ucraine".
Il 21 marzo, l'Ucraina ha fermato un attacco russo a Brovary, mentre la Russia ha affermato di aver catturato un bunker di comando ucraino a Mykolaivka. Tuttavia, secondo quanto riferito, le forze russe stavano ancora lottando per organizzare il supporto logistico sufficiente necessario per le principali operazioni nel nord-ovest di Kiev.
Tra il 22 e il 24 marzo, l'Ucraina ha riconquistato la città strategicamente importante di Makariv (22 marzo), il villaggio di Moschun (23 marzo) e il piccolo insediamento di Lukyanovka (24 marzo). È stato affermato che tre carri armati russi e nove veicoli da combattimento di fanteria furono distrutti a Lukyanovka, così come alcuni veicoli corazzati, mentre secondo quanto riferito le truppe ucraine stavano lavorando all'accerchiamento delle unità russe nei villaggi vicini. Secondo quanto riferito, Irpin' era controllata per l'80% dalle forze ucraine, mentre la Russia ha lanciato attacchi missilistici contro la città.
Il 24 marzo, l'Agenzia internazionale per l'energia atomica (AIEA) ha affermato che i bombardamenti russi su Slavutych hanno impedito al personale di ruotare da e verso la centrale nucleare di Chernobyl.
Il 25 marzo, una valutazione dell'intelligence del Ministero della difesa britannico ha riferito che, poiché le forze russe stavano ripiegando su linee di rifornimento eccessivamente estese, l'Ucraina ha riconquistato città e posizioni difensive fino a 35 chilometri (25 miglia) a est di Kiev. La valutazione ha concluso che è probabile che le forze ucraine "continueranno a tentare di respingere le forze russe lungo l'asse nord-occidentale da Kiev verso l'aeroporto di Hostomel'".
Il 26 marzo, ulteriori forze russe dal Distretto militare orientale (VVO) sarebbero state inviate lungo l'asse Kiev-Černihiv. L'ISW ha valutato che l'Ucraina ha creato un "saliente russo" a Hostomel' che è "esposto da più direzioni e apparentemente sotto pressione continua".
Quel giorno sono emerse notizie secondo cui i soldati russi stavano iniziando ad ammutinarsi contro i loro leader. Il colonnello Jurij Medvedev stava combattendo a Makariv quando un soldato della 37ª Brigata fucilieri motorizzata delle guardie avrebbe deliberatamente speronato il colonnello, rompendogli entrambe le gambe, presumibilmente uccidendolo. Dan Sabbagh ha scritto su The Guardian che mentre l'attacco molto probabilmente si è verificato, esistevano poche prove a conferma che Medvedev fosse effettivamente morto.
Il 27 marzo, secondo quanto riferito, la 35ª armata combinata russa ha ruotato le unità danneggiate in Bielorussia sotto la copertura di attacchi aerei e bombardamenti, mentre è stato affermato che la Russia ha stabilito un posto di comando per tutte le forze VVO che operano intorno a Kiev nell'area di Chernobyl. L'ISW ha valutato che il comandante del VVO colonnello generale Aleksandr Čajko "potrebbe comandare personalmente gli sforzi per raggruppare le forze russe in Bielorussia e riprendere le operazioni per circondare Kiev da ovest".
Il 28 marzo, secondo quanto riferito, l'Ucraina ha ripreso Irpin', che è stata confermata entro il 30 marzo.
Il 29 marzo, il vice ministero della difesa russo Aleksandr Fomin ha annunciato il ritiro delle forze russe dalle aree di Kiev e Černihiv.
Tra il 30 e il 31 marzo, le forze russe hanno bombardato la periferia orientale e settentrionale di Kiev, dove le forze ucraine hanno riconquistato il territorio negli ultimi giorni, così come Irpin' e Makariv. Allo stesso tempo, ci sono state battaglie segnalate intorno a Hostomel' tra contrattacchi ucraini e alcuni ritiri russi intorno a Brovary. Secondo il ministero della Difesa britannico, "le forze russe continuano a mantenere posizioni a est ea ovest di Kiev nonostante il ritiro di un numero limitato di unità. È probabile che nei prossimi giorni si svolgeranno pesanti combattimenti nei sobborghi della città."
Questi attacchi di artiglieria avrebbero dovuto coprire l'inizio di una ritirata russa dall'oblast' di Kiev. Le forze russe hanno anche minato aree mentre si ritiravano. Le forze ucraine hanno risposto al ritiro continuando la loro controffensiva; di conseguenza, la ritirata russa fu disordinata in alcune aree e le truppe furono lasciate indietro.
Il 1 aprile, l'Ucraina ha riconquistato 13 villaggi nell'oblast' di Kiev, mentre le forze russe avevano "quasi lasciato" l'intero distretto di Brovary. Le forze ucraine si sono successivamente impegnate in operazioni di "rastrellamento", che hanno comportato lo sgombero di barricate, munizioni e sospette trappole esplosive. Zelens'kyj ha messo in guardia contro "una situazione potenzialmente catastrofica per i civili" a causa delle mine lasciate dalle forze russe intorno "alle case, alle attrezzature abbandonate e persino ai corpi delle persone uccise". Quel giorno, il giornalista ucraino Maks Levin è stato trovato morto vicino al villaggio di Guta Mezhygirska dopo essere scomparso per più di due settimane. L'ufficio del procuratore ucraino ha affermato che il giornalista è stato ucciso da "due colpi" dell'esercito russo.
Il 2 aprile, le forze ucraine hanno ripreso il controllo di tutta l'oblast' di Kiev. La conferma visiva delle forze ucraine che hanno ripreso il distretto di Pripyat e l'area di confine con la Bielorussia è stata rilasciata il 3 aprile.

## Conseguenze
Dopo che l'Ucraina ha ripreso completamente l'oblast' di Kiev, i suoi militari hanno iniziato a rastrellare sacche di truppe russe isolate che erano state lasciate indietro nella ritirata. L'Institute for the Study of War ha valutato che questi gruppi rimanenti non stavano offrendo resistenza organizzata. L'Istituto per lo studio della guerra ha inoltre affermato che alcune delle unità russe ritirate in Bielorussia e nella Russia occidentale sarebbero "rimaste inefficaci in combattimento per un lungo periodo".
Le autorità ucraine hanno affermato che più di 300 civili abitanti di Buča sono stati giustiziati sommariamente. I corpi sono stati scoperti dopo il ritiro russo. Al 4 aprile, i corpi di 410 civili sono stati recuperati nelle città vicino a Kiev.
Dal punto di vista strategico, la sconfitta russa si è rivelata decisiva per la difesa della capitale e degli oblast' settentrionali, oltre che della loro liberazione: dal mese di aprile l'offensiva russa si è concentrata interamente sul Donbass, il basso corso del Dnipro e parte dell'oblast' di Charkiv, quasi interamente liberato nel settembre dello stesso anno.